# Zavorsklo
Zavorsklo (în ucraineană Заворскло) este localitatea de reședință a comunei Zavorsklo din raionul Poltava, regiunea Poltava, Ucraina.

## Demografie
Componența lingvistică a localității Zavorsklo
     Ucraineană (92,93%)
     Rusă (6,77%)
     Alte limbi (0,15%)
Conform recensământului din 2001, majoritatea populației localității Zavorsklo era vorbitoare de ucraineană (92,93%), existând în minoritate și vorbitori de rusă (6,77%).